# Attore (figlio di Azeo)
Nella mitologia greca, Attore fu un re dei Mini di Orcomeno.
Figlio di Azeo, secondo la versione tramandata da Pausania, Attore discendeva da Atamante, figlio di Eolo, attraverso la linea Atamante-Frisso-Presbone-Climeno-Azeo-Attore. Secondo la versione di Stefano di Bisanzio discendeva invece da Orcomeno, primo re della città.
Le versioni concordano sul fatto che fu padre di Astioche, che fu sedotta dal dio Ares, e con lui generò i gemelli Ascalafo e Ialmeno, che guidarono il contingente dei Mini alla guerra di Troia. 